# Платанохори
Платанохори (грч. Πλατανοχώρι) је насељено место у општини Полигирос у периферији Средишња Македонија, Грчка. Према попису из 2021. године било је 63 становника.
Насеље је 1913. године имало 135 житеља Турака. Године 1924. турско становништво је принудно исељено у Турску а ан њихово место су насељене грчке избегличке породице, којих је на попису из 1928. године било 105. Село се раније звало Дере Махала.